# Крае, Хавьер
Хавье́р Кра́е (исп. Javier Krahe; 30 марта 1944, Мадрид — 12 июля 2015) — испанский бард.

## Биография
Начал обучение на факультете предпринимательства, но бросил учебу и пошёл работать помощником режиссёра в кино. Позже проработал 12 лет в рекламном агентстве. Познакомившись с Анникой Блойард, уезжает с ней в Канаду, где работает два года в книжном магазине, учителем испанского и переводчиком. В 1967 году уезжает в Париж, где пишет тексты песен для брата, Хорхе Крае.
В конце 70-х начинается его стремительная карьера в авторской песне. Хавьер Краэ знакомится с Хоакином Сабиной, тогда ещё никому не известным бардом, и они начинают выступать в легендарном клубе «Мандра́гора». Клуб дал название их общей группе, где кроме Хавьера Крае и Хоакина Сабины выступал Альберто Перес, и первому диску, вышедшему в 1981 году, который стал важным событием в эпоху перехода от диктатуры к демократии.
В 1984—1985 годах выходят новые диски этой группы, откровенно сатирические, критикующие политическую ситуацию в стране. Сольные выступления Крае в период с 1986 по 1999 можно было услышать в небольших музыкальных залах и клубах. В 2002 году появляется один из его лучших дисков — «Домыслы и шрамы» исп. Cábalas y cicatrices, где каждая песня сопровождается историей, связанной с ней. Этот формат он поддерживает до сих пор, его же он показал на концерте в Москве в 2007 году.
Крае всегда концертировал и выступал в Испании, и Москва стала первой страной, где Крае согласился выступить.
В 2004 году друзья Крае преподнесли ему подарок, о создании которого певец ничего не знал до последнего момента, — диск с записями песен и road-movie, созданными в его честь — «Это не частная жизнь Хавьера Крае». В записи диска принималди участие Хоакин Сабина, Педро Герра, Кармен Парис, Жоан Мануэль Серрат, Хавьер Руибаль и другие.

## Процесс об оскорблении чувств верующих
В 2004 году Хавьер Крае неожиданно попал на страницы всех испанских и многих зарубежных СМИ: в передаче о его бурной молодости продюсер Монсеррат Фернандес Вилья поставила 54-секундный фильм «Как приготовить Христа», снятый как домашнее видео и в стилистике кулинарного шоу ещё в 1977 году. Иск за «оскорбление религиозных чувств» на Крае был подан католической правозащитной организацией «Юридический центр Томаса Моро». Слушания состоялись в мадридском суде в понедельник, 28 мая 2012 года. Крае поддержали виднейшие представители испанской культуры, среди них Алекс де ла Иглесия, Лео Баси, Мигель Риос и др.. В интервью газете «El País» Хавьер Крае сказал:

«Меня обвиняют в ряде поступков, которые я не совершал. Я же не выступил по телевидению, готовя Христа, меня даже нет среди тех образов, что входят в фильм»
На суде выступил известный в Мадриде сатирик и телеведущий по кличке Большой Вайоминг (Хосе Мигель Монсон), сообщивший, что входил в команду, снявшую фильм, и что Крае понятия не имел, что эпатирующие образы будут транслироваться по телевидению. 8 июня 2012 года Хавьер Крае был оправдан по всем пунктам. Суд постановил, что «предмет спора представляет собой результат законного отправления художественного творчества с элементами сатиры, критикующими религиозные явления в нашем обществе. <…> в нем есть провокация и критика, но нет желания оскорбить». Таким образом, 525 статья Уголовного кодекса Испании, в которой предусмотрено наказание до 12 месяцев лишения свободы и штраф за оскорбление чувств верующих, снова не была применена.

## Дискография
- Долина слез/Valle de lágrimas (1980)
- Мандрагора/ La mandrágora (1981)
- Aparejo de fortuna (1984)
- Хлев с рогами/Corral de cuernos (1985)
- Делай, что хочешь/Haz lo que quieras (1987)
- Выбери меня/ Elígeme (записан вживую 1988)
- Жертвую дамой/Sacrificio de dama (1993)
- Стихи винтика/Versos de tornillo (1997)
- Больное горло/Dolor de garganta (1999)
- Домыслы и шрамы/Cábalas y cicatrices (en vivo) (2002)
- Все есть суета сует/…Y todo es vanidad (Homenaje a Javier Krahe) (2004)
- Чёрный пояс в караоке/Cinturón negro de karaoke (2006)
- Привязанности и ошибки/Querencias y extravíos (en vivo) (2007)
- Раз-(кхе-кхе)-два и готово!/Toser y Cantar (2010)

## Неофициальная дискография
- Допустим, что я говорю из Мадрида/исп. Pongamos que hablo de Madrid / El tío Marcial (вживую с Хоакином Сабиной) (2000)
- Выборка/исп. Surtido selecto (сборник) (2000)
- Пираты в мандрагоре (1981)